# Spiegelbeeld (nummer)
Spiegelbeeld is een single van de Nederlandse zangeres Willeke Alberti. Het is door Gerrit den Braber bewerkt uit Tes tendres années, gezongen door Johnny Hallyday. Het lied gaat over de veroudering.
Het nummer is een Nederlandstalige bewerking van Tender years, een lied dat door Darrell Edwards werd geschreven voor de Amerikaanse zanger George Jones. 
De single was goed voor een gouden plaat en betekende een grote stap in de zangcarrière van Alberti, die achttien jaar oud was toen het nummer werd uitgebracht.

## Hitnotering
| Spiegelbeeld               | Spiegelbeeld          | Spiegelbeeld | Spiegelbeeld | Spiegelbeeld | Spiegelbeeld | Spiegelbeeld | Spiegelbeeld | Spiegelbeeld | Spiegelbeeld | Spiegelbeeld | Spiegelbeeld | Spiegelbeeld | Spiegelbeeld | Spiegelbeeld |
| Hitlijst                   | Datum van binnenkomst | Week:        | 1            | 2            | 3            | 4            | 5            | 6            | 7            | 8            | 9            | 10           | 11           |              |
| -------------------------- | --------------------- | ------------ | ------------ | ------------ | ------------ | ------------ | ------------ | ------------ | ------------ | ------------ | ------------ | ------------ | ------------ | ------------ |
| Tijd Voor Teenagers Top 10 | 30-11-1963            | Positie:     | 3            | 3            | 3            | 2            | 2            | 3            | 4            | 7            | 7            | 7            | 8            | uit          |

### Evergreen Top 1000
| Evergreen Top 1000 "Spiegelbeeld" | Evergreen Top 1000 "Spiegelbeeld" | Evergreen Top 1000 "Spiegelbeeld" | Evergreen Top 1000 "Spiegelbeeld" | Evergreen Top 1000 "Spiegelbeeld" | Evergreen Top 1000 "Spiegelbeeld" | Evergreen Top 1000 "Spiegelbeeld" | Evergreen Top 1000 "Spiegelbeeld" | Evergreen Top 1000 "Spiegelbeeld" | Evergreen Top 1000 "Spiegelbeeld" | Evergreen Top 1000 "Spiegelbeeld" | Evergreen Top 1000 "Spiegelbeeld" | Evergreen Top 1000 "Spiegelbeeld" | Evergreen Top 1000 "Spiegelbeeld" | Evergreen Top 1000 "Spiegelbeeld" | Evergreen Top 1000 "Spiegelbeeld" |
| Jaar                              | 2008                              | 2009                              | 2010                              | 2011                              | 2012                              | 2013                              | 2014                              | 2015                              | 2016                              | 2017                              | 2018                              | 2019                              | 2020                              | 2021                              | 2022                              |
| --------------------------------- | --------------------------------- | --------------------------------- | --------------------------------- | --------------------------------- | --------------------------------- | --------------------------------- | --------------------------------- | --------------------------------- | --------------------------------- | --------------------------------- | --------------------------------- | --------------------------------- | --------------------------------- | --------------------------------- | --------------------------------- |
| Positie                           | -                                 | -                                 | -                                 | -                                 | -                                 | -                                 | -                                 | -                                 | -                                 | -                                 | 352                               | 495                               | 395                               | 429                               | 391                               |

### NPO Radio 2 Top 2000
| Nummer met noteringen in de NPO Radio 2 Top 2000 | '99  | '00 | '01  | '02  | '03  | '04 | '05  | '06  | '07  | '08  | '09  | '10  |
| ------------------------------------------------ | ---- | --- | ---- | ---- | ---- | --- | ---- | ---- | ---- | ---- | ---- | ---- |
| Spiegelbeeld                                     | 1070 | -   | 1364 | 1693 | 1459 | 999 | 1731 | 1673 | 1725 | 1550 | 1981 | 1939 |

1. ↑  Een '-' betekent dat het nummer niet was genoteerd en een vetgedrukt getal geeft de hoogste notering aan.
2. ↑  Deze tabel is bijgewerkt tot en met de laatste editie (2024).